# Шимбори
Шимбори (пол. Szymbory, нім. Schönborn) — село в Польщі, у гміні Ґодково Ельблонзького повіту Вармінсько-Мазурського воєводства.
Населення — 160 осіб (2011).
У 1975-1998 роках село належало до Ельблонзького воєводства.
В с. Шимбори було вивезено українців з Бескидів, зокрема лемків. Л. Слодовнік (2021) вказує також гуцулів, що малоймовірно, бо ця етнічна група не була присутня в межах Польської народної республіки. До цього скла села потрапили лемки Роман Ожубко, Ілля Басараб. Григорій Колесяр, Іван Іванюк, Іван Ленько, Василь і Петро Піпка, Іван Лесик, Михайло і Василь Бик, Юрій Кабан, Микола Лавровський, Ценка, Василь Заїло, Антон Ткач, Микола Брисяк, Юрій Май, Василь Ценьо, Галицька, Марія Туцька та ін.

## Демографія
Демографічна структура станом на 31 березня 2011 року:
|          | Загалом | Допрацездатний вік | Працездатний вік | Постпрацездатний вік |
| -------- | ------- | ------------------ | ---------------- | -------------------- |
| Чоловіки | 76      | 13                 | 53               | 10                   |
| Жінки    | 84      | 21                 | 46               | 17                   |
| Разом    | 160     | 34                 | 99               | 27                   |